# Phrynovelia papua
Phrynovelia papua är en insektsart som beskrevs av Géza Horváth 1915. Phrynovelia papua ingår i släktet Phrynovelia och familjen vattenspringare. Inga underarter finns listade i Catalogue of Life.